# Mascarenhas (Fußballspieler)
Mascarenhas (gebürtig: Domingos António da Silva; * 28. April 1937 in Vila Salazar, Angola; † 25. August 2015 in Lissabon) war ein  portugiesischer Fußballspieler.
Mascarenhas kam 1962 von FC Barreirense zu Sporting Lissabon. Mit Sporting gewann er 1963 den portugiesischen Pokal und ein Jahr später den Europapokal der Pokalsieger. Mascarenhas wurde mit elf Treffern Torschützenkönig und hatte somit großen Anteil an diesem Erfolg. Sechs dieser elf Tore erzielte er dabei bei einem 16:1-Erfolg über den zyprischen Vertreter APOEL Nikosia. Damit hält er bis heute den Rekord für die meisten erzielten Tore in einem Europapokalspiel. 1965 verließ Mascarenhas die Grün-Weißen wieder; bis zu diesem Zeitpunkt hatte er in 107 Spielen 80 Tore erzielt.